# هولتسهایم (دیلینگن)
هولتسهایم (دیلینگن) (به آلمانی: Holzheim, Dillingen) یک شهر در آلمان است که در بایرن واقع شده‌است.

## خصوصیات
هولتسهایم ۴۰٫۸۶ کیلومترمربع مساحت دارد ۴۳۱ متر بالاتر از سطح دریا واقع شده‌است.